# Ouirgane (kommun)
Ouirgane (franska: Ouirgane (CR), Ouirgane (Commune Rurale), arabiska: امكدال) är en kommun i Marocko.   Den ligger i provinsen Al Haouz och regionen Marrakech-Safi, i den centrala delen av landet, 300 km söder om huvudstaden Rabat. Antalet invånare är 6 916.